# POL&IS
POL&IS (Politik & internationale Sicherheit) ist ein von der Bundeswehr durchgeführtes, interaktives Planspiel, das politische, ökonomische und ökologische Aspekte der internationalen Politik berücksichtigt.
Im Spiel wird in vereinfachter Weise der politische, wirtschaftliche und militärische Aufbau der Welt nachgestellt. Die Simulation wird von Jugendoffizieren der Bundeswehr betreut und vor allem mit Jugendlichen unter der Aufsicht von Lehrkräften durchgeführt.
Das Planspiel ist aber auch Kritik ausgesetzt, zum einen durch die Friedensbewegung, die einen zu militaristischen Grundaufbau bemängelt und zum anderen aus politikwissenschaftlich-didaktischer Sicht.

## Entstehung
In den 1980er Jahren entwickelte Wolfgang Leidhold, Mitglied am Seminar für Politikwissenschaft Uni Köln, die Simulation POL&IS zusammen mit einer interdisziplinären Arbeitsgruppe an der Universität Erlangen. Ziel war es, den Studierenden die Zusammenhänge der Weltpolitik näher zu bringen.
Unter Berücksichtigung ökonomischer Gegebenheiten sollten die Politikstudenten im Rahmen der Simulation Entscheidungen treffen, die den Verlauf der Weltpolitik bestimmen, und somit spielerisch die internationale Sicherheitspolitik in ihrer Komplexität erfassen.
1989 übergab Leidhold die Rechte für POL&IS an die Bundeswehr. Unter Betreuung durch Jugendoffiziere wird das Spiel seitdem hauptsächlich mit Schülern der Sekundarstufe II, Auszubildenden sowie Studierenden durchgeführt.
Neben ökonomischen Komponenten finden inzwischen auch ökologische Aspekte Berücksichtigung in den einzelnen Spielzügen.
POL&IS unterstützt die Arbeit der Jugendoffiziere, deren Aufgabe es ist, Jugendlichen Wissen über Sicherheitspolitik und die Aufgaben der Bundeswehr sowie deren Rahmenbedingungen – also auch die internationale Politik – zu vermitteln. POL&IS wird dabei unregelmäßig an die veränderten politischen Gegebenheiten in der Welt angepasst. Im Jahre 2001 wurde Leidhold für seine Verdienste um POL&IS mit dem Karl-Carstens-Preis der Bundesakademie für Sicherheitspolitik geehrt.

## POL&IS-Welt
Die POL&IS-Welt ist modellhaft aufgeteilt in dreizehn Regionen, die alle mehrere reale Staaten umfassen. Die Regionen sind:
- Nordamerika
- Europa
- Japan
- Arabien
- Russland
- China
- Südamerika
- Indien
- Südostasien
- Afrika
- Ozeanien
- Zentralasien
- Mittelamerika

Wie viele Regionen in einer Simulation dargestellt werden, hängt unter anderem von der Teilnehmerzahl ab.

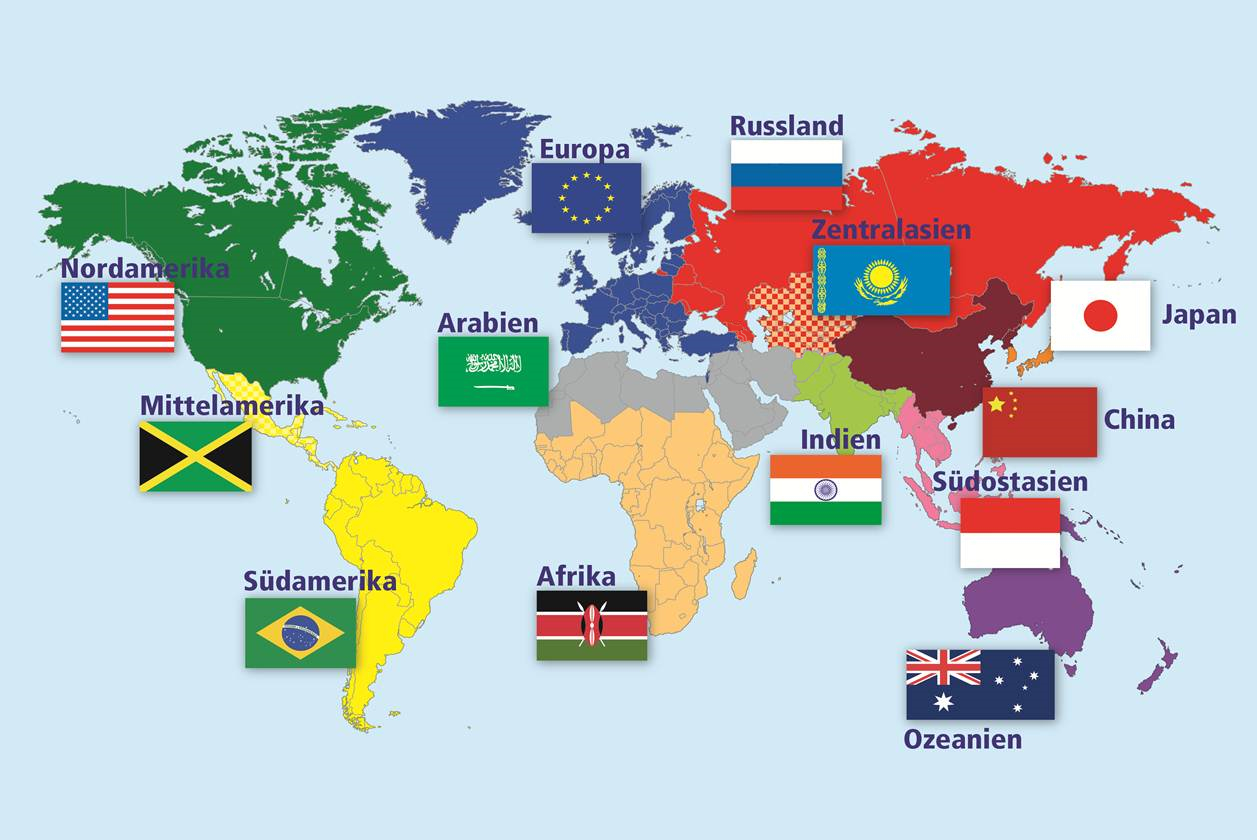

### Die Regionen der POL&IS-Welt
In allen Regionen sind Anfangsbedingungen, wie z. B. Mindestlebensstandard der Bevölkerung, Anzahl an Energie- und Rohstoffvorkommen, Anzahl an Sicherheitskräften, Anzahl an Produktionszentren, die realitätsnah gestaltet werden und als Basis für das Handeln der jeweiligen Regierung dienen.

### Rollen
Die Teilnehmer von POL&IS übernehmen in der Simulation eine feste Funktion. In den jeweiligen Regionen gibt es dabei vier unterschiedliche Ämter:
- Regierungschef
- Staatsminister
- Wirtschaftsminister
- Umweltminister

Daneben gibt es folgende überstaatliche Funktionen, die ebenfalls von Teilnehmern übernommen werden:
- UN-Generalsekretär
- Weltbank
- Weltpresse
- Nichtstaatliche Organisation wie z. B. Greenpeace oder Amnesty International, zusammengefasst als regionale oder globale Opposition

In den verschiedenen Rollen können die Teilnehmer unter Berücksichtigung der Ausgangsbedingungen die Politik ihrer Region und die Welt nach ihren Vorstellungen gestalten.

## Module
POL&IS besteht aus verschiedenen Modulen und kann vom Simulationsleiter je nach Ziel und Teilnehmergruppe in verschiedenen Bereichen variiert werden. Grundbausteine sind die Module Politik, Wirtschaft, Sicherheit sowie Umwelt.
Kern des Politikbausteins ist das politische Programm, das die Grundsätze und Ziele der Regierung einer Region darstellt. Dabei bleibt es den Simulationsteilnehmern selbst überlassen, Schwerpunkte zu setzen. Ohne weiteres können weitere Politikbereiche (z. B. Entwicklungspolitik, Bevölkerungspolitik, Innenpolitik oder Sozialpolitik) berücksichtigt werden. Die Simulationsteilnehmer können unter anderem Verträge schließen, Demonstrationen durchführen, Wahlen ansetzen oder auch in einigen Regionen Putschen.
Im Zentrum des Wirtschaftsbausteins steht die Versorgung der eigenen Bevölkerung. Daneben ist es aber auch wichtig, die Wirtschaftsleistung in den Sektoren Energie, Rohstoffe, Industrie und Agrar zu steigern, um wirtschaftliches Wachstum in seiner Region zu erreichen und damit die Handlungsfähigkeit der Innen- und Außenpolitik zu steigern. Erreicht der jeweilige Wirtschaftsminister dies nicht, kann es zu Streiks, Hungersnöten, Demonstrationen oder sogar zur Bildung von Guerilla-Armeen kommen.
Mit dem Sicherheitsbaustein soll der Ansatz der „Vernetzten Sicherheit“ simuliert werden können. Dazu stehen dem Simulationsteilnehmer als Staatsminister je nach Entwicklungsstand der Region Sicherheitsspielsteine in Form von militärischen Streitkräfte (Land-, Luft- und Seestreitkräfte), Polizeikräften, Entwicklungshelfern und Diplomaten zur Verfügung. Diese können, je nach Krisen- und Konfliktlage, auf einer Weltkarte platziert und eingesetzt werden. Mit den Sicherheitsspielsteinen kann u. a. organisierter Kriminalität, Guerillaeinheiten oder Piraterie begegnet werden.
Der Baustein Umwelt erfasst, abhängig von der Anzahl der Produktionszentren und der Einwohner, eine kalkulierte Verschmutzung. Der Simulationsteilnehmer kann als Umweltminister reagieren und Maßnahmen zur Eindämmung von Umweltverschmutzung ergreifen. Unter anderem kann er der Industrie schärfere Auflagen zur Vermeidung von Verschmutzung machen, das Umweltbewusstsein der Bevölkerung steigern und entstandenen Müll recyclen. Diese Maßnahmen können durch kreative Politische Programme unterstützt werden.
Zusätzlich können neben den vier Grundmodulen vom Simulationsleiter verschiedene Zusatzbausteine eingebunden werden (z. B. Umweltkonferenzen, Treffen des Sicherheitsrats, gute/schlechte Ernte, Finanzkrisen, Wirtschaftskrisen oder Naturkatastrophen), um Schwerpunkte zu setzen oder die Komplexität zu erhöhen. Von der Simulationsleitung eingebundene Zufallsereignisse nehmen Bezug auf aktuelle politische Geschehnisse und binden diese in die Simulation ein.

## Spielablauf
Der zeitliche Ablauf der POL&IS-Simulation ist in einzelne POL&IS-Jahre unterteilt, wobei jedes Jahr nach einem bestimmten Muster mit Phasen der Innenpolitik und Phasen der Außenpolitik abläuft:

### Beratungsphase
Das Jahr beginnt mit der Aufstellung des Haushalts innerhalb der Region, der Konzeption eines Umweltplans, der Festlegung des politischen Programms und der militärischen Strategie der jeweiligen Region.
Mit selbigen Formularen werden umweltpolitische und wirtschaftliche Investitionen getätigt sowie die Anzahl der militärischen Einheiten durch Auf- bzw. Abrüstung angepasst.

### Kurzberatung I
In einer kurzen innenpolitischen Beratung sollen die Simulationsteilnehmer die außenpolitischen Aktivitäten mit innenpolitischen Richtlinien abstimmen.

### Handel, Verhandlungen, Einsätze
Anschließend handelt der Wirtschaftsminister an der Börse mit Gütern und kauft den Bedarf für die eigene Region ein bzw. verkauft die Überschüsse der Produktion, während der Regierungschef auf dem politischen Parkett Verträge zwischen den Regionen aushandeln und abschließen kann. Diese Verträge dienen meistens dem Zweck, entweder Ressourcen für das nächste Jahr zu sichern oder sicherheitspolitische Bündnisse und Mandate zu verabschieden. Der Staatsminister kann in dieser Phase die stationierten Kräfte zum Einsatz bringen, z. B. durch Einsatz von Entwicklungshelfern neue Produktionszentren entstehen lassen.

### Kurzberatung II
Erneut werden in einer kurzen innenpolitischen Beratung durch die Simulationsteilnehmer die außenpolitischen Aktivitäten mit innenpolitischen Richtlinien abgestimmt.

### Internationale Information
Zum Jahresabschluss wird die Vollversammlung der Vereinten Nationen durchgeführt, bei der jeweils ein Vertreter der jeweiligen Regierung einen Überblick über die Politik des vergangenen POL&IS-Jahres abgeben kann. Mit rhetorischem Geschick gilt es Erfolg und Misserfolge zu präsentieren sowie der Weltgemeinschaft Rede und Antwort zu stehen.

### Zusatzphasen
In Zusatzphasen können Gremien (UN-Sicherheitsrat) einberufen und Wahlen abgehalten werden. Sollte es zu besonderen Konflikten in der POL&IS-Welt kommen, so können diese als gesonderte Phase besprochen werden.

### Regeln
Alle Spieler erhalten vor der Simulation eine detaillierte Einweisung vom Simulationsleiter. Zusätzlich steht ihnen ein auf ihre Funktion zugeschnittenes Regelheft zur Verfügung, aus dem sie Abläufe, Bestimmungen, Daten und Handlungsmöglichkeiten ableiten können. Die Regeln von POL&IS sind offen konzipiert und können weiterentwickelt werden.

## Didaktik

### Allgemeines
POL&IS greift Lernziele verschiedener gesellschaftswissenschaftlicher Unterrichtsfächer auf und gibt Möglichkeiten diese einzuüben. Eigene Schwerpunkte können durch die entsprechende Wahl der Module  Politik, Wirtschaft und Umwelt bzw. die Auswahl der Themen der Kurzvorträge von Seiten der Jugendoffiziere gesetzt werden. Eine ergänzende und unter Umständen kontrastierende Vor- und Nachbereitung durch den Lehrenden empfiehlt sich. POL&IS ist an sich fächerübergreifend, Anknüpfungspunkte finden sich im Politik-, Ethik-, Religions- oder Geschichts-Unterricht. Organisatorisch eignet sich die Simulation eventuell für eine Projektwoche, in der weitere Akteure (z. B. Schülerzeitung, Umwelt AG) und Sichtweisen einbezogen werden können.

### Motivation
Mit dem Netzwerkcharakter von POL&IS wird die durchgehende Aktivität der Teilnehmer angestrebt. Sie füllen die Rollen politischer Akteure aus, müssen Entscheidungen treffen und werden mit den Folgen ihres eigenen Handelns konfrontiert. Die eigene Betroffenheit soll die Bereitschaft der Teilnehmer, sich mit den vorliegenden Sachverhalten auseinanderzusetzen, fördern.

### Information
Die Simulation vermittelt Wissen über die politischen und wirtschaftlichen Verhältnisse der einzelnen Weltregionen. Hier einige Beispiele:
- geographische Lage und geostrategische Situation,
- Verteilung und Größenordnung von Ressourcen und Industrien,
- politische Systeme, Programme und Grundwerte der einzelnen Regionen,
- bestehende Verträge, z. B. UN-Charta, EU, NATO, OSZE, u. a.
- militärische Kräfteverhältnisse,
- Bevölkerungsverteilung und -wachstum.

Aus spieltechnischen Gründen werden verschiedene Länder und Interessen innerhalb einer Region vereinheitlicht und nicht weiter differenziert. Den Lehrenden bleibt die Möglichkeit bei Bedarf zu differenzieren beziehungsweise zu vertiefen.

### Kognition
Das Ziel von POL&IS ist es, verschiedene kognitive Schwerpunkte zu setzen. Generell sollen die
Wechselbeziehungen zwischen den Teilnehmern die Wahrnehmung und das Verständnis von wechselseitigen Abhängigkeiten fördern, so beispielsweise von gemeinsamen Interessen, Einschränkungen und Zwängen bei politischen Entscheidungen oder der Notwendigkeit für kooperative Konfliktlösung.
Je nach den Interaktionen und den eintretenden Ereignissen während der Simulation können andere Akzente gesetzt werden. Mögliche Themenkomplexe sind politische Strukturen, die Phänomene Macht und Terrorismus und der Friedens- und Sicherheitsbegriff. Dabei können Fragen wie die Wirkung bestimmter Machtmittel, das Entstehen von Misstrauen und Feindbildern oder die Folgen des Akteurshandelns auftreten. Durch Krisen und Konflikte stoßen die Teilnehmer während der Simulation auf diese Fragen und sollen sie für sich selbst beantworten. Durch die vorgegebenen Rahmenbedingungen liegt der Einsatz von Militär zur Sicherung von Rohstoffen oder zur Durchsetzung sonstiger wirtschaftlicher und geostrategischer Interessen nahe und wird im Spiel nicht grundsätzlich in Frage gestellt. Die Bedeutung des Militärs für die Wirtschaft und das Wohlergehen der Bevölkerung zu vermitteln, ist ebenfalls einer der Gesichtspunkte der Simulation. Darin liegt auch einer der Kritikpunkt an der Simulation, da dies zum Teil kontrovers diskutiert, allerdings von der Bundeswehr als Anbieter der Simulation nicht immer offen ausgesprochen wird.

### Training
POL&IS soll die Möglichkeit bieten, soziale Fähigkeiten zu trainieren. Innerhalb der eigenen Region müssen Prozesse in Gang gebracht und Entscheidungen vorangetrieben werden. Um das politische Tagesgeschäft abzuwickeln, kommunizieren die Teilnehmer entweder direkt miteinander in Gipfeln und Konferenzen oder indirekt durch Regierungserklärungen und Pressemitteilungen. Dabei üben sie, frei zu sprechen, ihr Anliegen und sich selbst zu präsentieren sowie sich in andere hineinzuversetzen. Das Ziel ist, dass sie trainieren, sich auf wechselnde Situationen flexibel einzustellen und in dynamischen politischen Entwicklungen besonnen zu bleiben. Die Teilnehmer entwerfen eigene Ideen und Visionen, um die vielschichtigen Herausforderungen zu bewältigen. Um sie zu verwirklichen, müssen sie andere überzeugen und Mehrheiten mobilisieren.

## Rahmenbedingungen
POL&IS wird normalerweise 2–5 Tage gespielt. Meistens findet das Spiel in Bildungsstätten, Jugendherbergen, Schulen oder Kasernen statt. Die Dauer ist notwendig, um die komplexen Zusammenhänge zu verstehen und seine Rolle in der Weltpolitik gestalten zu können. Um POL&IS sinnvoll simulieren zu können, sind 37 – 55 Teilnehmer nötig. Daher kommt die Simulation vor allem für Gruppen wie z. B. Klassenverbände in Frage. In den häufigsten Fällen kümmern sich die Jugendoffiziere um Reise und Unterkunft. Sie übernehmen auch die weitere Organisation und Durchführung von POL&IS. Unter anderem stellen sie die Spielmaterialien zur Verfügung und begleiten die Simulation von Anfang bis Ende.
POL&IS wird grundsätzlich kostenlos angeboten. Bei den Exkursionen fallen jedoch Selbstkosten für die Teilnehmer an, die abhängig von Unterbringung und Verpflegung variieren können. Teilweise gibt es dabei aber auch Förderungsmöglichkeiten durch Träger der politischen Bildung.
Um POL&IS spielen zu können, muss man sich an den regional zuständigen Jugendoffizier der Bundeswehr wenden. Dieser kann dann Informationen darüber geben, ob die Möglichkeit besteht POL&IS zu spielen und in welchem Rahmen dies geschehen kann.

## Kritik

### Kritik aus der Friedensbewegung
Aus der Friedensbewegung wird die Simulation kritisiert. So richtete sich beispielsweise Protest gegen den Einsatz der Simulation auf der Leipziger Buchmesse. Die Kritiker lehnen dabei grundsätzlich ab, dass Schülern und Studierenden der Einsatz von Militär als Mittel der Konfliktlösung vermittelt wird − „Letztlich stellte sich den Spielern immer die Frage, wann und wie sie das Militär einsetzen sollen“. Die Informationsstelle Militarisierung kritisiert, dass den Lernenden, für die die Teilnahme an der Simulation oft Pflicht sei, der Einsatz von Atomwaffen möglich sei.

### Kritik aus den Politikwissenschaften
Die vermittelnden Lerninhalte werden auch aus aktueller politikwissenschaftlicher Perspektive kritisiert. Die Simulation könne zwar das Interagieren verschiedener Parteien mit unterschiedlicher Ressourcenlage vermitteln, allerdings fehle der Simulation ein brauchbarer Mechanismus zur Einbeziehung innenpolitischer Faktoren. Damit bewege sich die Simulation in einem Außenpolitikverständnis, das Außenpolitik als weitestgehend losgelöst von der Innenpolitik ansehen würde, also ein dem  Neorealismus verpflichtetes Weltbild vertrete. Die Mehrheit innerhalb der (deutschen) Politikwissenschaft gehe aber schon seit einiger Zeit davon aus, dass die Außenpolitik maßgeblich von der Innenpolitik beeinflusst werde (vergl. z. B. Konstruktivismus). Gerade die elementare Frage von Krieg und Frieden hänge dabei massiv von der inneren Verfasstheit eines Staates ab. Zudem erklärten diese neueren Denkmodelle auch die Motivationslage derjenigen Akteure, deren Zielsetzung innenpolitischer Natur seien (d. h. der Teilnehmer an einer internationalen Verhandlung versucht ein Ergebnis herbeizuführen, das ihm „zu Hause“ am meisten nützt). Dies bedeute aber nicht, dass Fragen der Machtverteilung und der Anordnung der Einheiten innerhalb der Struktur des Internationalen Systems bei der Untersuchung der Stabilität oder Instabilität von regionalen Machtkonfigurationen völlig außer Acht gelassen werden könnten.